# Olivier Pauwels
Olivier Sylvain Gérard Pauwels (* 1. September 1971 in Asse, Provinz Flämisch Brabant) ist ein belgischer Biologe. Sein Forschungsschwerpunkt ist die Herpetologie.

## Leben
Bereits in seiner Kindheit in Groot-Bijgaarden bei Brüssel entwickelte Pauwels eine Leidenschaft für die Zoologie. Er verbrachte einen Großteil seiner Schulferien im Königlichen Museum für Zentral-Afrika in Tervuren, wo er beim Taxonomisten Danny Meirte die Methoden der Morphologie und der systematischen Herpetologie erlernte. Dies führte dazu, dass Pauwels an der Université libre de Bruxelles Biowissenschaften studierte, wo er seinen Master-Abschluss erlangte. 
Pauwels hat sich auf Umweltverträglichkeitsprüfungen und Umwelt-Projektmanagement in der Industrie spezialisiert. Von 2001 bis Mitte 2011 war er in Gabun ansässig. Bei seinen verschiedenen Rollen als Ausbildungsleiter für den WWF Gabun, als Leiter des Gabun-Programms der Smithsonian Institution oder als Koordinator für Umwelt-, Sozial- und Gesundheitsfolgenabschätzung für Shell Gabun erhielt er die Gelegenheit, wissenschaftliche Expeditionen in abgelegene und unerforschte Urwälder zu unternehmen und bei den Pygmäen zu leben. Durch zahlreiche Artikel und Bücher trug er zu einer besseren Kenntnis der reichen und gefährdeten Artenvielfalt Gabuns bei.
Von Mitte 2011 bis 2015 leitete Pauwels für ein großes Ölkonsortium Umweltüberwachungsprogramme in Kasachstan. Bei seinen Aufgaben, die er zeitweise bei extremen Wetterbedingungen in zahlreichen abgelegenen Außen- und Offshore-Einsatzgebieten durchführte, erwarb er fundiertes Wissen über die Ökologie und Biodiversität der eurasischen Steppen und des Kaspischen Meeres.
Neben seinen Aktivitäten in den Bereichen Umwelt-Projektmanagement, Bio-Monitoring sowie Umwelt- und Gesundheitsfolgenabschätzung in der Industrie ist Pauwels an verschiedenen Biodiversitäts-Forschungsprojekten beteiligt. Hierbei konzentriert sich seine Arbeit hauptsächlich auf die Taxonomie, Phylogenie, den Naturschutz und die Ökologie von Reptilien und Amphibien. Gelegentlich befasst sich Pauwels auch mit anderen taxonomischen Gruppen wie Insekten, Säugetieren, Fischen und Vögeln sowie anderen Disziplinen wie der Ethnobiologie und der Archäozoologie.
Zu den Forschungsprojekten von Pauwels zählen unter anderem Beiträge zu einer Monographie über die Artenvielfalt und Ökosysteme des Ogooué-Deltas in Gabun (mit Tariq Stévart vom Missouri Botanical Garden und Jean Pierre Vande Weghe von der Agence Nationale des Parcs Nationaux du Gabun), die Systematik und Phylogenese südostasiatischer Geckos (mit Aaron M. Bauer von der Villanova University, Larry Lee Grismer von der La Sierra University, Roman Nasarow und Nikolai Poyarkow von der Lomonossow-Universität Moskau und Montri Sumontha von der Ranong Marine Fisheries Station), Zoogeographie der Amphibien von Gabun (mit Piero Carlino vom Museo di Storia Naturale del Salento), mögliche Auswirkungen von invasiven Reptilien in Spanien (mit Vicente Sancho von der Asociación Herpetológica Española) und die Untersuchung von Wirbeltierüberresten in prähistorischen Grabungsstätten im Nordwesten Kasachstans (mit Nursultan Bairow vom Aqtöbe-Regionalmuseum).
Seit 1996 ist Pauwels wissenschaftlicher Mitarbeiter am Königlich-Belgischen Institut für Naturwissenschaften in Brüssel. Er ist Redaktionsmitglied bei den Fachpublikationen African Journal of Ecology und Thailand Natural History Museum Journal.
Seit 2005 ist er Mitarbeiter bei der Roten Liste gefährdeter Arten und beim Global Amphibian Assessment der IUCN.
Pauwels gehört zu den Erstbeschreibern von mehr als 75 Reptilienarten (darunter zahlreiche Geckos) von der Malaiischen Halbinsel, Thailand, Indonesien, Singapur, Kambodscha, Laos und Vietnam, 12 Amphibienarten aus Westafrika und Zentralafrika und vier Insektenarten aus Malaysia, Neuguinea und Australien.

## Dedikationsnamen
Nach Pauwels sind die Orchideenart Bulbophyllum pauwelsianum aus Gabun, die Blindschlangenart Letheobia pauwelsi aus Gabun, die Käferart Nitorus pauwelsi aus der Demokratischen Republik Kongo und die Wanzenart Taedia pauwelsi aus Französisch-Guayana benannt.